# Liste der Bischöfe von Città della Pieve
Die folgenden Personen waren Bischöfe von Città della Pieve (Italien):
- Fabrizio Paolucci (1605–1625)
- Celso (Giuliano) Zani OFM (1625–1629)
- Sebastiano Ricci (1630–1638)
- Giovanni Battista Carcarasio (1638–1643)
- Riginaldo Lucarini OP (1643–1671)
- Carlo Francesco Muti (1672–1710)
- Fausto Guidotti (1711–1731)
- Francesco Maria Alberici (1732–1735), dann Bischof von Foligno
- Ascanio Argelati (1735–1738)
- Gaetano Fraccagnani (1738–1748)
- Virgilio Giannotti (1747–1751)
- Ippolito Graziadei (1751–1754)
- Angelo Maria Venizza (1754–1770)
- Giovanni Evangelista Stefanini (1771–1775)
- Tommaso Mancini (1775–1795)
- Francesco Maria Gazzoli (1795–1800), dann Bischof von Amelia
- Filippo Angelico (Antonius Maria Alexander) Becchetti OP (1800–1814)
- Bonaventura Carenzi OFMConv (1814–1817)
- Pier Camillo de Carolis (16. März 1818 – 26. August 1818)
- Giulio Mami (1818–1837)
- Giuseppe Maria Severa (1837–1853), dann Bischof von Terni
- Emidio Foschini (1853–1888)
- Paolo Gregori (1889–1895)
- Giovanni Tacci (Porcelli) (1895–1904), dann Titularerzbischof von Nicaea
- Domenico Fanucchi (1907–1910)
- Giuseppe Angelucci (1910–1949)
- Ezio Barbieri (1949–1977)
- Ferdinando Lambruschini (1977–1981)
- Cesare Pagani (1981–1986), dann Erzbischof von Perugia-Città della Pieve

Mit Wirkung zum 30. September 1986 wurde das Bistum Città della Pieve mit dem Erzbistum Perugia zum Erzbistum Perugia-Città della Pieve zusammengeschlossen.